# Max Brand (pisarz)
Max Brand, właśc. Frederick Schiller Faust (ur. 29 maja 1892, zm. 12 maja 1944) – amerykański pisarz i dziennikarz, twórca głównie powieściowych westernów oraz cyklu o doktorze Kildare.

## Życiorys
Używał także pseudonimów George Owen Baxter, George Evans, David Manning, John Frederick, Peter Morland, George Challis, Evan Evans oraz Frederick Frost.
W okresie II wojny światowej był korespondentem wojennym we Włoszech, gdzie zginął.
Wszystkie jego utwory objęte były od 1951 zapisem cenzury w Polsce, podlegały natychmiastowemu wycofaniu z bibliotek.

## Twórczość (wybór)
- Nieposkromieni (Untamed, 1919)
- Nocny jeździec (The Night Horseman, 1920)
- Siódmy człowiek (The Seventh Man, 1921)
- Córka Dana (Dan Barry`s Daughter, 1924)
- Biały wilk (The White Wolf, 1926)
- Montana (Montana Rides!, 1933, jako Evan Evans)
- Znów Montana (Montana Rides Again, 1934, jako Evan Evans)
- The Song of the Whip (1936)

Cykl o doktorze Kildare
- The Secret of Doctore Kildare (1940)
- Calling Doctor Kildare (1940)
- Young Doctor Kildare (1941)
- Dr. Kildare Goes Home (1941)
- Dr. Kildare's Crisis (1942)
- Dr. Kildare Trial (1942)
- Dr. Kildare Search (1943)